# Дзугаєв Іван Харитонович
Іван Харитонович Дзугаєв (1912, село Дзуката, тепер Джавський район, Південна Осетія, Грузія — ?) — радянський діяч, голова колгоспу імені Калініна Ленінгорського району Південно-Осетинської автономної області. Депутат Верховної Ради СРСР 5-го скликання.

## Життєпис
Народився в селянській родині. З 1929 року — пастух, робітник трамвайного заводу.
З 1936 року навчався в технікумі, потім в інституті. Навчання не закінчив.
Член ВКП(б) з 1939 року.
У 1942—1949 роках працював вчителем, директором Орчосанської восьмирічної школи Південно-Осетинської автономної області.
У 1949—1952 роках — голова колгоспу села Орчосані Ленінгорського району Південно-Осетинської автономної області.
З 1952 року — голова колгоспу імені Калініна села Цінагарі Ленінгорського району Південно-Осетинської автономної області.
Подальша доля невідома.

## Нагороди і звання
- медаль «За доблесну працю у Великій Вітчизняній війні 1941—1945 рр.» (1945)
- медалі